# 河野博忠
河野 博忠（こうの ひろただ、1932年 - ）は、日本の経済学者。筑波大学名誉教授。元日本地域学会会長。元日本学術会議会員。

## 人物・経歴
1955年香川大学経済学部経済学科卒業。東京大学大学院経済学研究科理論経済学専門課程を経て、1971年横浜国立大学経営学部助教授。1977年筑波大学社会工学系教授。1982年国際地域学会理事。1983年日本地域学会会長。1992年日本地域学会学会賞（論文賞）受賞。1994年日本学術会議会員（第3部経済政策）。1996年常磐大学国際学部教授、筑波大学名誉教授。1997年日本地域学会学会賞（功績賞）受賞。同年日本計画行政学会理事。